# The North Sea
The North Sea (Nordsjøen) è un film del 2021 diretto da John Andreas Andersen.

## Trama
Una piattaforma petrolifera crolla improvvisamente sulla costa norvegese. I ricercatori accorrono e scoprono che quello che è successo è l'inizio di qualcosa di ancora più grave.

## Distribuzione
Il film è stato distribuito in Norvegia a partire dal 29 ottobre 2021 e su Amazon Prime Video a partire dal 21 novembre 2022.

### Edizione italiana
La direzione del doppiaggio è di Valentina Perrella e i dialoghi italiani sono curati da Massimiliano Painelli Perrella per conto della Tecnomovie che si è occupata anche della sonorizzazione.

## Accoglienza

### Critica
Sull'aggregatore di recensioni Rotten Tomatoes il film riceve il 56% delle recensioni professionali positive con un voto medio di 5,9 su 10 basato su 9 recensioni, mentre su Metacritic ha un punteggio di 46 su 100 basato su 9 recensioni.